# KIIS-FM
KIIS-FM  (произносится как "Kiss FM") (102.7 FM) — коммерческая радиостанция расположенная в Лос-Анджелесе, Калифорния. Жанр — TOP 40. Принадлежит Clear Channel Communications.
102.7 KIIS-FM также есть в HD

## KIIS Top 102
31 декабря KIIS FM отсчитывает топ 102 песен года — называется «KIIS Top 102».
Это песни #1 в KIIS-FM’s Top 102 Songs.
- 2008: «With You» by Chris Brown
- 2009: «Boom Boom Pow» by The Black Eyed Peas
- 2010: «Airplanes» by B.o.B ft. Hayley Williams
- 2011: «Give Me Everything» by Pitbull feat. Ne-Yo, Afrojack and Nayer